# Getoogde strek

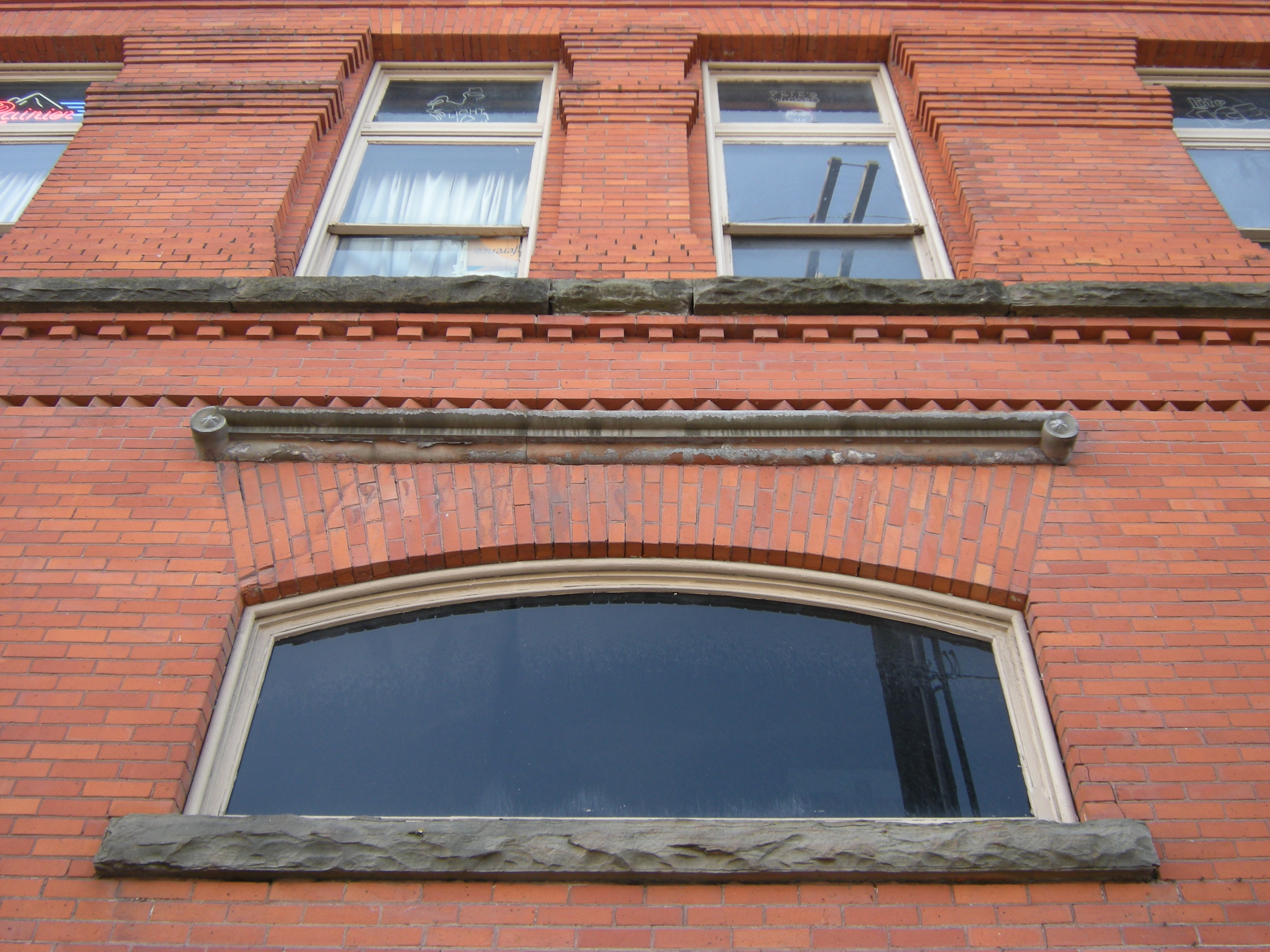
Een getoogde strek met aan de bovenzijde een lijst; het kozijn volgt in dit geval de boogvorm.

Een getoogde strek is een overspanning van een muuropening door middel van een strek die aan de onderzijde getoogd van vorm is: het metselwerk is aan de onderzijde (licht) gebogen, en aan de bovenkant recht.
De gebogen onderzijde heeft als doel te zorgen voor een fraaier beeld en heeft dus alleen een esthetische functie. Het kozijn dat in de muuropening geplaatst wordt heeft meestal een rechthoekige vorm en volgt dus zelf niet de boogvorm. In het midden van de bovendorpel is er dan meer van het kozijn zichtbaar.